# 圣马蒂纽-达什阿莫雷拉什
圣马蒂纽-达什阿莫雷拉什是葡萄牙贝雅区的一个堂区。总面积142.97平方公里，总人口1199人，人口密度8.4人/平方公里。